# إلدريد د. جونز
إلدريد د. جونز (بالإنجليزية: Eldred D. Jones)‏ هو لغوي وكاتب سيراليوني، ولد في 5 يناير 1925.